# 2007-es MTV Video Music Awards
A 2007-es MTV Video Music Awards díjátadója 2007. szeptember 9-én került megrendezésre, és az előző év legjobb klipjeit díjazta. A díjakat a Las Vegas-i The Palms Hotel and Casino-ban adták át. A 2007-es VMA volt az MTV történetének legrövidebb VMA-ja, mivel 13 kategóriát szüntettek meg, a megmaradó kategóriák közül sokat átneveztek. A főshow során mindössze négy fellépés volt. A 2008-as díjátadóra a legtöbb kategóriát visszaállították. Az est leginkább Britney Spears hírhedtté vált nyitóelőadásáról ismert.

## Jelöltek
A győztesek félkövérrel vannak jelölve.

### Az év videója
Rihanna (közreműködik Jay-Z) — Umbrella
- Beyoncé — Irreplaceable
- Justice — D.A.N.C.E.
- Justin Timberlake — What Goes Around... Comes Around
- Kanye West — Stronger
- Amy Winehouse — Rehab

### Az év férfi előadója
Justin Timberlake
- Akon
- Robin Thicke
- T.I.
- Kanye West

### Az év női előadója
Fergie
- Beyoncé
- Nelly Furtado
- Rihanna
- Amy Winehouse

### Legjobb csapat
Fall Out Boy
- Gym Class Heroes
- Linkin Park
- Maroon 5
- The White Stripes

### Legjobb új előadó
Gym Class Heroes
- Lily Allen
- Peter Bjorn and John
- Carrie Underwood
- Amy Winehouse

### Legjobb négytusázó
Justin Timberlake
- Beyoncé
- Bono
- Jay-Z
- Kanye West

### Leginkább egetrázó közreműködés
Beyoncé és Shakira — Beautiful Liar
- Akon (közreműködik Eminem) — Smack That
- Gwen Stefani (közreműködik Akon) — The Sweet Escape
- Justin Timberlake (közreműködik Timbaland) — SexyBack
- U2 és Green Day — The Saints Are Coming

### Legütősebb kislemez
Rihanna (közreműködik Jay-Z) — Umbrella
- Daughtry — Home
- Fall Out Boy — Thnks fr th Mmrs
- Avril Lavigne — Girlfiend
- Lil' Mama — Lip Gloss (No Music)
- MIMS — This Is Why I'm Hot
- Plain White T's — Hey There Delilah
- Shop Boyz — Party Like a Rockstar
- T-Pain (közreműködik Yung Joc) — Buy U a Drank (Shawty Snappin')
- Timbaland (közreműködik Keri Hilson, D.O.E. és Sebastian) — The Way I Are

### Legjobb rendező
Justin Timberlake — What Goes Around... Comes Around (Rendező: Samuel Bayer)
- Christina Aguilera — Candyman (Rendező: Matthew Rolston és Christina Aguilera)
- Beyoncé és Shakira — Beautiful Liar (Rendező: Jake Nava)
- Linkin Park — What I’ve Done (Rendező: Joseph Hahn)
- Rihanna (közreműködik Jay-Z) — Umbrella (Rendező: Chris Applebaum)
- Kanye West — Stronger (Rendező: Hype Williams)

### Legjobb koreográfia
Justin Timberlake (közreműködik T.I.) — My Love (Koreográfus: Marty Kudelka)
- Beyoncé és Shakira — Beautiful Liar (Koreográfus: Frank Gatson)
- Chris Brown — Wall to Wall (Koreográfus: Rich & Tone és Flii Styles)
- Ciara — Like a Boy (Koreográfus: Jamaica Craft)
- Eve (közreműködik Swizz Beatz) — Tambourine (Koreográfus: Tanisha Scott és Jamaica Craft)

### Legjobb vágás
Gnarls Barkley — Smiley Faces (Vágó: Ken Mowe)
- Beyoncé és Shakira — Beautiful Liar (Vágó: Jarrett Fijal)
- Linkin Park — What I’ve Done (Vágó: Igor Kovalik)
- Justin Timberlake — What Goes Around... Comes Around (Vágó: Hollee Singer)
- Kanye West — Stronger (Vágó: Peter Johnson és Corey Weisz)

## Fellépők

### Elő-show
- Nicole Scherzinger (közreműködik Lil Wayne) — Whatever U Like (MTV-mix)

### Fő show
- Britney Spears — Trouble intro/Gimme More
- Chris Brown (közreműködik Rihanna) — Wall to Wall/Umbrella/Billie Jean (csak tánc)/Kiss Kiss egyveleg
- Linkin Park — Bleed It Out - Timbaland intrójával
- Alicia Keys — No One/Freedom medley
- záró egyveleg (Timbaland és vendégei): Nelly Furtado — Do It/D.O.E. és Sebastian — The Way I Are/Timbaland (közreműködik Keri Hilson) — The Way I Are/Justin Timberlake — LoveStoned/Timbaland (közreműködik Nelly Furtado és Justin Timberlake) — Give It to Me

## Résztvevők
- Ashanti
- Sarah Silverman
- Eve
- Kevin Connolly
- Kid Rock
- Seth Rogen
- Adrian Grenier
- Bill Hader
- Rosario Dawson
- Megan Fox
- Jamie Foxx
- Jennifer Garner
- Paris Hilton
- Lauren Conrad
- Audrina Patridge
- Whitney Port
- Shia LaBeouf
- Nicole Scherzinger
- Jennifer Hudson
- Robin Thicke
- Nelly
- Mary J. Blige
- Dr. Dre
- Diddy
- Yung Joc
- Jermaine Paul
- Caitlin Upton
- Ryan Sheckler
- Ryan Leslie